# Haloquadratum walsbyi
Espèce
Synonymes
- Square haloarchaea of Walsby (SHOW)
- Haloarchées carrées de Walsby
(obsolète : bactéries carrées de Walsby)

Haloquadratum walsbyi est une espèce d'archées halophiles phototrophes constituant à l'heure actuelle (30 juin 2013) l'unique espèce du genre Haloquadratum. Elle est très inhabituelle en ce qu'elle présente des cellules de forme plate parfaitement carrée.
Ces microorganismes ont été observés pour la première fois en 1980 par un Britannique, le Pr Anthony E. Walsby, à partir d'échantillons prélevés dans le Sabkha Gavish, un lac de saumure du sud du Sinaï, en Égypte, et ont été décrits formellement en 2007 par Burns et al.. Ils sont généralement abondants dans la plupart des milieux salés. Les tentatives en vue de les cultiver sont demeurées infructueuses jusqu'en 2004 et ont abouti parallèlement à l'identification d’Haloarcula quadrata, une autre espèce d'archées carrées du genre Haloarcula, distincte de Hqr. walsbyi, moins abondante et génétiquement assez différente.
Les cellules sont de grande taille — 2  à   5 μm — mais très minces — environ 150 nm — et contiennent généralement des granules de polyhydroxyalcanoates, ainsi qu'un grand nombre de vacuoles réfringentes remplies de gaz qui assurent la flottabilité dans un environnement aqueux et contribuent sans doute à positionner les cellules pour maximiser la réception de la lumière. Elles peuvent se rassembler en feuillets pouvant atteindre 40 μm de large, mais les connexions entre les cellules sont fragiles et peuvent facilement être rompues.
On peut trouver ces organismes dans n'importe quelle étendue d'eau très salée. Au cours de l'évaporation de l'eau de mer, le carbonate de calcium CaCO3 et le sulfate de calcium CaSO4 précipitent en premier, conduisant à une saumure riche en chlorure de sodium NaCl. Si l'évaporation se poursuit, NaCl précipite à son tour sous forme de halite, laissant une saumure riche en chlorure de magnésium MgCl2. Hqr. walsbyi prospère pendant la phase finale de la précipitation de la halite, avant que MgCl2 ne stérilise la saumure, et peut constituer 80 % de la biomasse de ce milieu.
Le génome de Hqr. walsbyi a été entièrement séquencé, permettant d'accéder à une meilleure compréhension de la classification phylogénétique et taxinomique de cet organisme, ainsi que de son rôle dans l'écosystème. Une comparaison génomique des isolats espagnols et australiens (souches HBSQ001 et C23T) suggère fortement une dispersion rapide au niveau mondial, car ils sont remarquablement semblables et ont conservé l'ordre des gènes (synténie).
Le fait que sa croissance en laboratoire ait été obtenue dans un milieu à très fortes concentrations en chlorures (supérieure à 2 mol·L-1 de MgCl2 et supérieure à 3 mol·L-1 de NaCl) classe cet organisme parmi les plus halorésistants connus. Il est également à noter que sa température optimale de croissance est de 40 °C.